# Estrun
Estrun [etʁœ̃] est une commune française située dans le département du Nord (59), en région Hauts-de-France.

## Géographie

### Localisation
Estrun se situe au confluent de l'Escaut et de la Sensée au lieu-dit Le bassin rond.

### Communes limitrophes
| Bouchain     | Bouchain      | Hordain       |
| Paillencourt | Estrun        | Iwuy          |
| Paillencourt | Thun-l'Évêque | Thun-l'Évêque |

### Hydrographie

#### Réseau hydrographique
La commune est située dans le bassin Artois-Picardie. Elle est drainée par l'Escaut canalisée et un autre petit cours d'eau,.
L'Escaut est un fleuve européen de 355 km de long, qui traverse trois pays (France, Belgique et Pays-Bas), avant de se jeter en mer du Nord. La partie canalisée en France relie Cambrai à , après avoir traversé 34 communes.

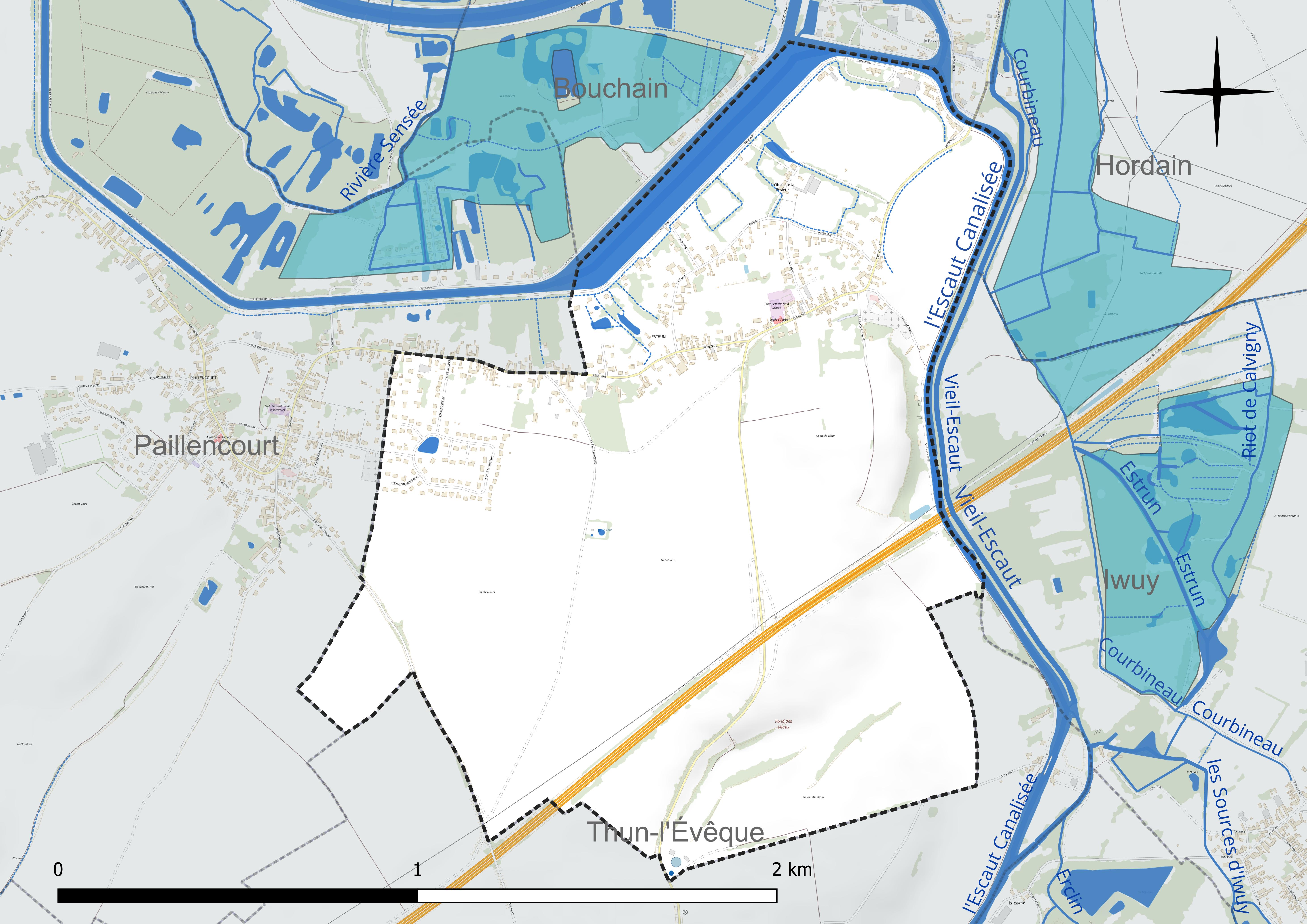
Réseau hydrographique d'Estrun.

#### Gestion et qualité des eaux
Le territoire communal est couvert par le schéma d'aménagement et de gestion des eaux (SAGE) « Sensée ». Ce document de planification concerne un territoire de 857 km2 de superficie, délimité par le bassin versant de la Sensée. Le périmètre a été arrêté le 14 janvier 2023 et le SAGE proprement dit a été approuvé le 21 février 2020. La structure porteuse de l'élaboration et de la mise en œuvre est le syndicat mixte Escaut et Affluents (SyMEA).
La qualité des cours d'eau peut être consultée sur un site dédié géré par les agences de l'eau et l'Agence française pour la biodiversité.

### Climat
Pour des articles plus généraux, voir Climat des Hauts-de-France et Climat du Nord.
En 2010, le climat de la commune est de type climat océanique dégradé des plaines du Centre et du Nord, selon une étude du CNRS s'appuyant sur une série de données couvrant la période 1971-2000. En 2020, Météo-France publie une typologie des climats de la France métropolitaine dans laquelle la commune est exposée à un climat océanique et est dans la région climatique Nord-est du bassin Parisien, caractérisée par un ensoleillement médiocre, une pluviométrie moyenne régulièrement répartie au cours de l'année et un hiver froid (3 °C).
Pour la période 1971-2000, la température annuelle moyenne est de 10,5 °C, avec une amplitude thermique annuelle de 14,9 °C. Le cumul annuel moyen de précipitations est de 684 mm, avec 11,7 jours de précipitations en janvier et 9,1 jours en juillet. Pour la période 1991-2020, la température moyenne annuelle observée sur la station météorologique la plus proche, située sur la commune de Douai à 20 km à vol d'oiseau, est de 11,0 °C et le cumul annuel moyen de précipitations est de 729,2 mm,. Pour l'avenir, les paramètres climatiques de la commune estimés pour 2050 selon différents scénarios d'émission de gaz à effet de serre sont consultables sur un site dédié publié par Météo-France en novembre 2022.

## Urbanisme

### Typologie
Au 1er janvier 2024, Estrun est catégorisée bourg rural, selon la nouvelle grille communale de densité à sept niveaux définie par l'Insee en 2022.
Elle est située hors unité urbaine et hors attraction des villes,.

### Occupation des sols
L'occupation des sols de la commune, telle qu'elle ressort de la base de données européenne d'occupation biophysique des sols Corine Land Cover (CLC), est marquée par l'importance des territoires agricoles (80,7 % en 2018), en diminution par rapport à 1990 (83,7 %). La répartition détaillée en 2018 est la suivante : 
terres arables (75,2 %), zones urbanisées (19,2 %), zones agricoles hétérogènes (5,5 %), zones humides intérieures (0,1 %). L'évolution de l'occupation des sols de la commune et de ses infrastructures peut être observée sur les différentes représentations cartographiques du territoire : la carte de Cassini (XVIIIe siècle), la carte d'état-major (1820-1866) et les cartes ou photos aériennes de l'IGN pour la période actuelle (1950 à aujourd'hui).

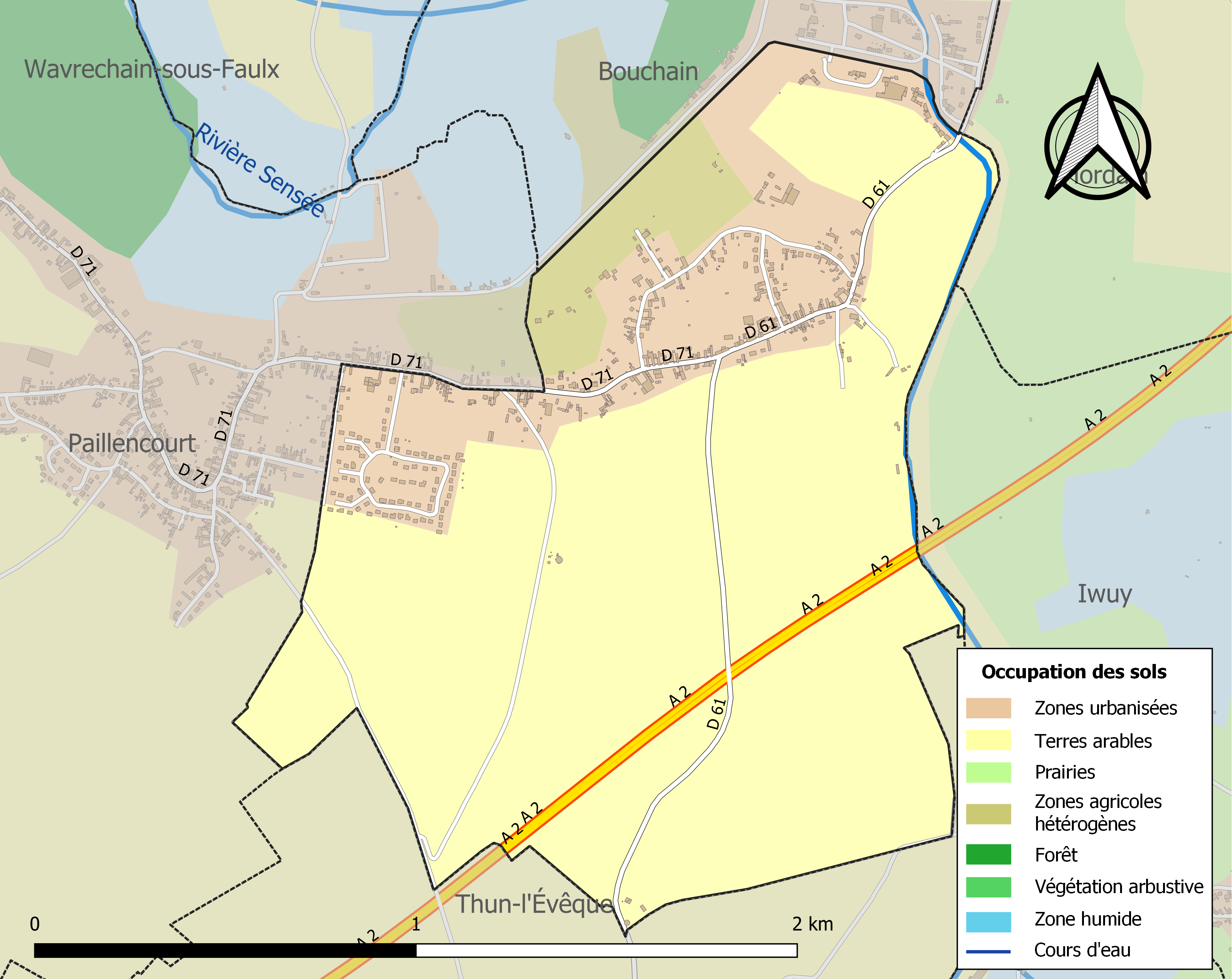
Carte des infrastructures et de l'occupation des sols de la commune en 2018 (CLC).

### Voies de communication et transports
À 10 km de Cambrai et 15 km de Valenciennes, Estrun est facilement accessible par l'autoroute A2 proche.
La commune est desservie par le réseau de transports urbains de la Communauté d'agglomération de Cambrai appelé TUC (Transports Urbains du Cambrésis), par la ligne 18,. La ligne S130 permet de rejoindre le collège de secteur à Iwuy.

## Toponymie
Le village est mentionné au long des IXe au XIVe siècles sous les noms Strum et Stroms (881), Estrung (1122), Strunium (1142), Estreun (1349). Boniface rappelle qu'il existe à Estrun les restes d'un campement romain dit « camp de César », de même qu'on trouve à Étrun dans le Pas-de-Calais les vestiges d'un camp romain ou oppidum également surnommé « camp de César ». Il voit dans le nom la même origine que pour Estourmel : forteresse, campement militaire. Mannier voit plutôt l'origine du nom dans les mots germaniques strom, stroma ou stroem (rivière, cours d'eau) (stroom en flamand), le village étant situé sur les bords de l'Escaut. Mais selon Mannier le nom pourrait encore venir des mots germaniques stre et hem (« route » et « habitation »), comme pour Étrœungt dans l'arrondissement d'Avesnes-sur-Helpe, située sur la voie romaine de Bavay à Reims. Les fouilles archéologiques font remonter le site au néolithique moyen et remettent en question l'identification d'un camp romain de la guerre des Gaules.
La bulle du pape Innocent II, du 21 décembre 1142, confirme l'appartenance de la seigneurie d'Estrun, comprenant les propriétés, les terres, les prés et les ruisseaux, à l'église métropolitaine de Cambrai.
L'orthographe du nom varie entre Etrun (1793, 1801) et Estrun (1801, et depuis le 13 juin 1994).

## Histoire

### Moyen Âge
Sur ce lieu, en 881, le jeune roi de France Louis III contrôle l'avancée des Normands en faisant construire un château,
À la suite du siège d'Arras, le diocèse d'Arras est détaché de l'archidiocèse de Cambrai en 1093. Deux évêques se retrouvent responsables de Cambrai Manassès, de 1093 à 1103 transféré par Pascal II à Soissons et Walcher ou Gaucher ou Gautier, de 1093 à 1106 promu à l'évêché par l'empereur Henri IV, il s'y maintint contre Manassès, bien que déposé par le pape au concile de Clermont en novembre 1095. Walcher se réfugie à Estrun dans un château qu'il avait fait construire.

### Renaissance

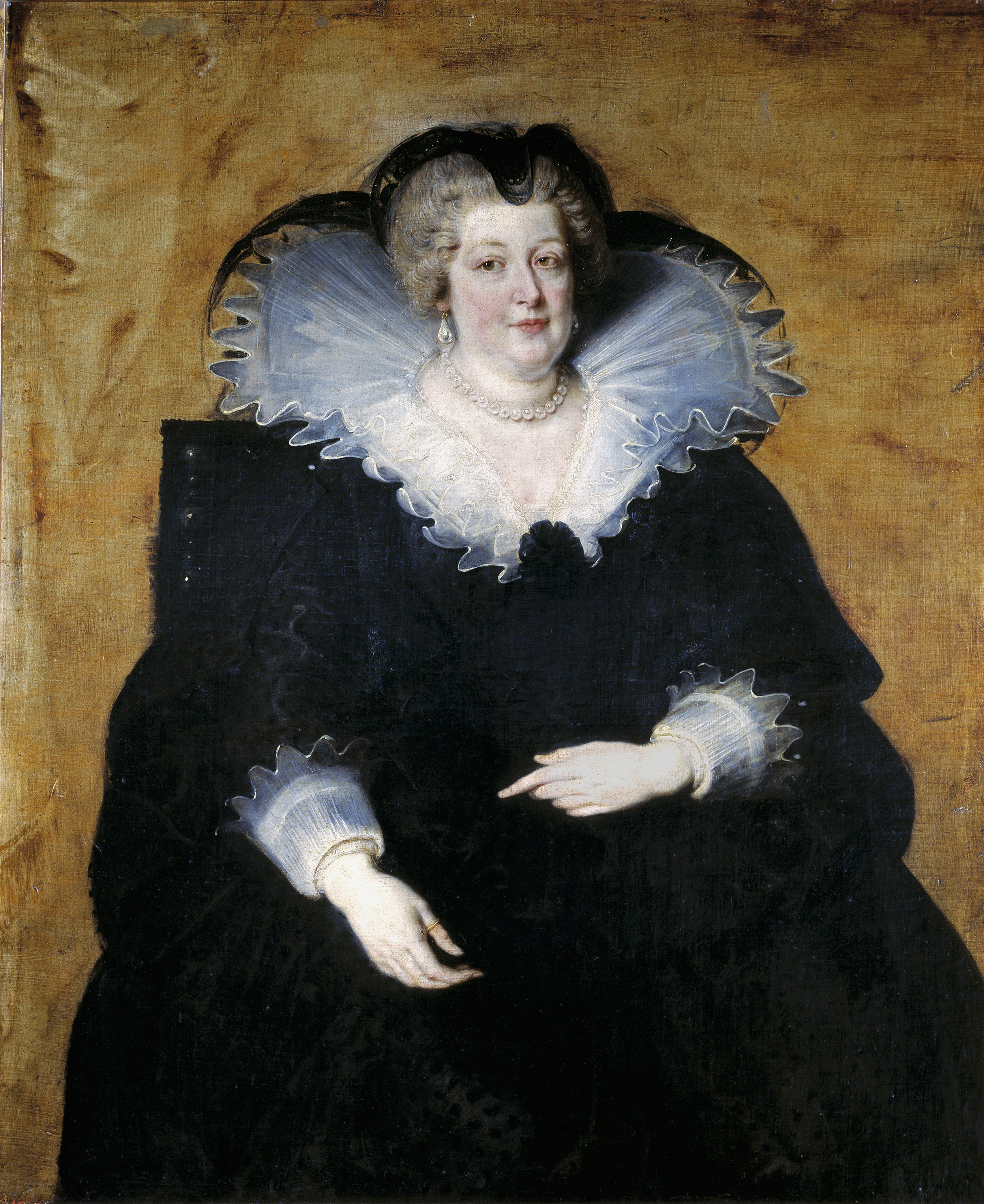
Marie de Médicis

Marie de Médicis, veuve de Henri IV, mère de Louis XIII et régente du royaume tente d'exiger du Roi la disgrâce de Richelieu, elle tente d'obtenir le renvoi du ministre. Après la fameuse Journée des Dupes, le 12 novembre 1630, Richelieu reste le principal ministre et Marie de Médicis est contrainte de se réconcilier avec lui.
Elle décide finalement de se retirer de la cour. Le roi la jugeant trop intrigante, parvint à la faire partir au château de Compiègne. De là, elle réussit à s'enfuir à Bruxelles en 1631, où elle compte plaider sa cause.
Le 18 juillet 1631, elle sort de Compiègne vers son exil de Bruxelles et s'arrête le lendemain à Estrun où elle eut la protection du marquis de Crèvecœur,, Henri-Marie Gouffier (1619-1640) son filleul et gouverneur d'Avesnes-sur-Helpe où elle arrive le 20 juillet 1631.

### Période révolutionnaire

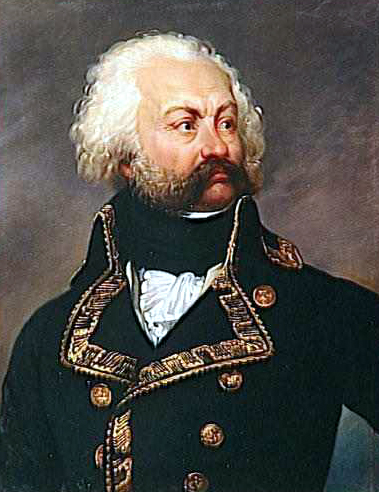
Adam Philippe de Custine dit général moustaches

Compris entre l'Escaut et la Sensée, Estrun est un lieu stratégique, dominant les inondations défensives qui sont tendues entre Cambrai, Bouchain et Valenciennes. Ainsi, le village est-il occupé par les troupes françaises en 1793 sous le commandement du général Adam Philippe de Custine, puis par les Autrichiens et les Anglais durant le siège de Valenciennes.

### Période moderne
L'intense navigation sur l'Escaut et la Sensée avant la Première Guerre mondiale permet le développement de la cité, en particulier au niveau du Bassin Rond, où les mariniers se retrouvent et font leurs achats.
Cette activité ayant disparu, Estrun développe des activités nautiques et touristiques.

## Politique et administration

### Administration municipale
Le nombre d'habitants au dernier recensement étant compris entre 500 et 1 499, le nombre de membres du conseil municipal est de 15.

### Tendances politiques et résultats
Le vote à Estrun favorise clairement les partis de droite.
Au premier tour de l'élection présidentielle de 2012, les quatre candidats arrivés en tête à Estrun sont Marine Le Pen (FN, 27,18 %), Nicolas Sarkozy (UMP, 25,49 %), François Hollande (PS, 21 %) et Jean-Luc Mélenchon (Front de gauche, 11,65 %) avec un taux de participation de 86,96 %. Au second tour, Nicolas Sarkozy arrive en tête avec 57 % des voix et un taux de participation de 84,89 %.
Au second tour de l'élection législative de 2012, 55,72 % des électeurs d'Estrun ont voté pour François-Xavier Villain (UDI), contre 44,28 % pour Martine Filleul (PS).
Au second tour de l'élection présidentielle de 2007, 59,94 % des électeurs ont voté pour Nicolas Sarkozy (UMP), et 40,06 % pour Ségolène Royal (PS).
Au second tour de l'élection présidentielle de 2002, 98,79 % des électeurs ont voté pour Jacques Chirac (RPR), 1,21 % pour Jean-Marie Le Pen (Front National).

### Liste des maires
Maire en 1802-1803 : Eugène Caude.
Maire en 1807-1808 : Tetart'.
Avant 1983 : Stéphane Duhoux (PCF)
| Identité                                                  | Période   | Période   | Durée            | Étiquette                 |
| Identité                                                  | Début     | Fin       | Durée            | Étiquette                 |
| --------------------------------------------------------- | --------- | --------- | ---------------- | ------------------------- |
| Stéphane Duhoux (d) (20 juillet 1921 - 15 septembre 2002) |           | mars 1983 |                  | Parti communiste français |
| Jean-Marie Mettier (d)                                    | mars 1983 | mars 2008 | 25 ans           | divers droite             |
| Jean-Luc Fasciaux (d) (né le 1er décembre 1949)           | mars 2008 | En cours  | 17 ans et 3 mois | indépendant               |

## Population et société

### Démographie

#### Évolution démographique
L'évolution du nombre d'habitants est connue à travers les recensements de la population effectués dans la commune depuis 1793. Pour les communes de moins de 10 000 habitants, une enquête de recensement portant sur toute la population est réalisée tous les cinq ans, les populations de référence des années intermédiaires étant quant à elles estimées par interpolation ou extrapolation. Pour la commune, le premier recensement exhaustif entrant dans le cadre du nouveau dispositif a été réalisé en 2004.

En 2022, la commune comptait 721 habitants, en évolution de +1,41 % par rapport à 2016 (Nord : +0,51 %, France hors Mayotte : +2,11 %).
| 1793 | 1800 | 1806 | 1821 | 1831 | 1836 | 1841 | 1846 | 1851 |
| ---- | ---- | ---- | ---- | ---- | ---- | ---- | ---- | ---- |
| 432  | 424  | 577  | 539  | 554  | 557  | 579  | 615  | 599  |

| 1856 | 1861 | 1866 | 1872 | 1876 | 1881 | 1886 | 1891 | 1896 |
| ---- | ---- | ---- | ---- | ---- | ---- | ---- | ---- | ---- |
| 574  | 582  | 625  | 636  | 642  | 627  | 657  | 614  | 618  |

| 1901 | 1906 | 1911 | 1921 | 1926 | 1931 | 1936 | 1946 | 1954 |
| ---- | ---- | ---- | ---- | ---- | ---- | ---- | ---- | ---- |
| 643  | 668  | 674  | 588  | 588  | 600  | 581  | 586  | 646  |

| 1962 | 1968 | 1975 | 1982 | 1990 | 1999 | 2004 | 2006 | 2009 |
| ---- | ---- | ---- | ---- | ---- | ---- | ---- | ---- | ---- |
| 578  | 502  | 460  | 464  | 441  | 421  | 446  | 447  | 621  |

| 2014 | 2019 | 2022 | - | - | - | - | - | - |
| ---- | ---- | ---- | - | - | - | - | - | - |
| 710  | 712  | 721  | - | - | - | - | - | - |

#### Pyramide des âges
La population de la commune est relativement jeune.
En 2018, le taux de personnes d'un âge inférieur à 30 ans s'élève à 37,9 %, soit en dessous de la moyenne départementale (39,5 %). À l'inverse, le taux de personnes d'âge supérieur à 60 ans est de 17,3 % la même année, alors qu'il est de 22,5 % au niveau départemental.
En 2018, la commune comptait 352 hommes pour 359 femmes, soit un taux de 50,49 % de femmes, légèrement inférieur au taux départemental (51,77 %).
Les pyramides des âges de la commune et du département s'établissent comme suit.
| Hommes | Classe d’âge | Femmes |
| ------ | ------------ | ------ |
| 0,0    | 90 ou +      | 1,1    |
| 3,4    | 75-89 ans    | 4,4    |
| 11,9   | 60-74 ans    | 13,6   |
| 22,7   | 45-59 ans    | 18,3   |
| 24,1   | 30-44 ans    | 24,4   |
| 13,4   | 15-29 ans    | 13,6   |
| 24,4   | 0-14 ans     | 24,4   |

| Hommes | Classe d’âge | Femmes |
| ------ | ------------ | ------ |
| 0,5    | 90 ou +      | 1,4    |
| 5,3    | 75-89 ans    | 8,1    |
| 14,8   | 60-74 ans    | 16,2   |
| 19,1   | 45-59 ans    | 18,4   |
| 19,5   | 30-44 ans    | 18,7   |
| 20,7   | 15-29 ans    | 19,1   |
| 20,2   | 0-14 ans     | 18     |

## Culture locale et patrimoine

### Lieux et monuments

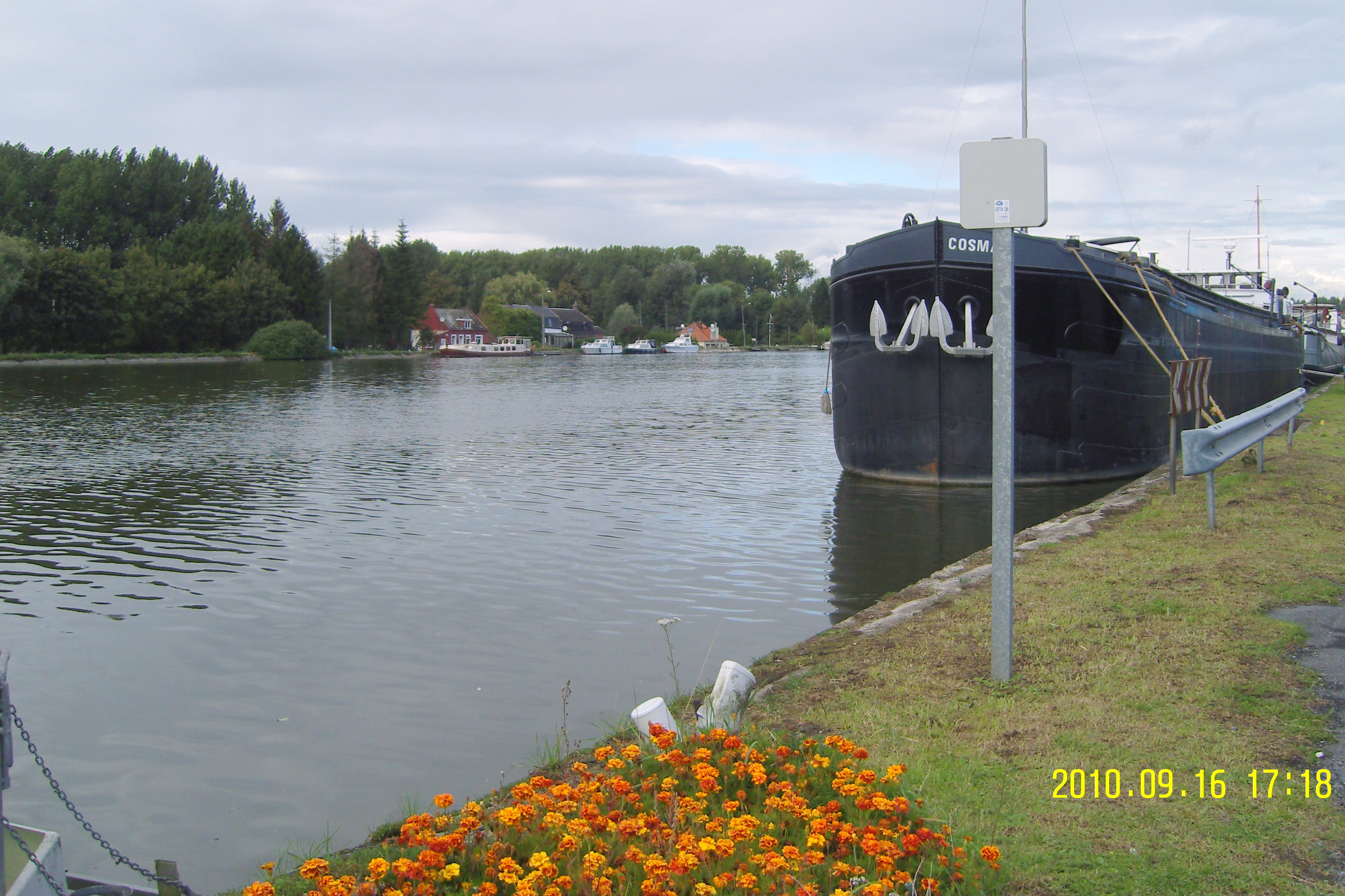
le bassin rond.

#### Oppidum
L' Oppidum  d'Estrun, dénommé localement « Camp César » est protégé en tant que monument historique : inscription le 11 avril 1980. Le site gallo-romain fut réutilisé du IXe au XVIIIe siècle. Il a une forme rectangulaire de 560 m x 230 m et une superficie de 13 ha. A l'est, une falaise crayeuse surplombe l'Escaut. Le rempart est précédé d'un fossé à fond plat de 16 m de large et profond de 1,75 m.

### Personnalités liées à la commune
- Jean-Jacques Dordain, directeur général de l'Agence spatiale européenne.

### Héraldique
|  | Les armes d'Estrun se blasonnent ainsi :"D'or à trois lions d'azur, au chef de gueules chargé d'une Notre-Dame-de-Grâce de carnation à mi-corps, tenant à senestre l'Enfant Jésus, et vêtue de gueules et d'azur" . |

## Pour approfondir